# Эшба, Ефрем Алексеевич
Ефрем Алексеевич Эшба (7 (19) марта 1893, Агубедиа — 16 апреля 1939) — советский и абхазский государственный деятель, один из руководителей борьбы за установление Советской власти в Абхазии.

## Биография
Родился в селе Бедиа (Агубедиа) Сухумского округа. По происхождению дворянин.
В 1913—1916 годах учился в Московском университете.
В 1914 году вступает в РСДРП(б).
В 1917—1918 годах работает председателем окружкома РСДРП(б), председателем Совета в Сухуме.
В 1918 — 1922 годах занимает должность заместителя председателя Центрального бюро Коммунистических организаций народов Востока при ЦК РКП(б). Далее на посту 3-го секретаря ЦК КП Грузии, затем председатель ВРК и председатель ЦИК Абхазии.
С 1924 года находится на ответственной советской и партийной работе, делегат XI съезда РКП(б).
С января 1926 по август 1927 года — ответственный секретарь Организационного бюро ЦК ВКП(б) по Чеченской автономной области, затем ответственный секретарь обкома ВКП(б) Чеченской АО
С 1923 году поддерживал Левую оппозицию в РКП(б). В 1927 году за участие в троцкистской оппозиции исключён из ВКП(б), однако в 1928 году признал ошибочность своих позиций и был восстановлен в партии. В 1936 году жил в Москве, работал начальником планового отдела завода счётных машин им. Дзержинского.
Арестован 11 апреля 1936 года, обвинялся в шпионаже и создании контр-революционных террористических организаций.
15 апреля 1939 года приговорён Военной коллегией Верховного суда СССР к высшей мере наказания. Расстрелян 16 апреля 1939. Прах захоронен на расстрельном полигоне Коммунарка.
Реабилитирован в 1956 году.
В 1982 году в парке имени Ленина, расположенном напротив Администрации города Сухуми, был установлен памятник Ефрему Эшба (автор — Марина Эшба). В 2020 году парку также было присвоено имя Е. А. Эшба.